# Bryher (Schriftstellerin)
Bryher, eigentlich Annie Winifred Ellerman (* 2. September 1894 in Margate, Kent; † 28. Januar 1983 in Vevey, Kanton Waadt) war eine britische Schriftstellerin und Verlegerin.

## Leben
Winifred Ellerman war eine Tochter und das erste Kind des wohlhabenden englischen Großreeders Sir John Ellerman und seiner Ehefrau Hannah Glover Ellerman. 1920 nahm Winifred Ellerman rechtmäßig den von Klasse und Geschlecht befreiten Namen „Bryher“ nach ihrer Lieblingsinsel der Inselgruppe Scilly vor der Küste von Cornwall an. Als Kind befand sie sich fast ständig auf Reisen in Europa und im Nahen Osten.
Sie lernte 1918 die Amerikanerin Hilda Doolittle kennen und begann eine Liebesbeziehung zu der bisexuellen Dichterin, die unter ihren Initialen H. D. bekannt geworden ist. Als Doolittle 1919 ein Kind bekam und in eine schwere Krise geriet, nahm Bryher Mutter und Tochter Perdita auf. H. D. bezeichnete Bryher später als ihre Lebensretterin. Bryher und sie lebten bis 1946 zusammen und blieben Freundinnen bis zu Doolittles Tod 1961. Perdita wurde bei Bryher zuhause unterrichtet und von ihr und ihrem zweiten Ehemann, dem schottischen Schriftsteller Kenneth Macpherson, im Jahre 1928 adoptiert.
1921 heiratete Bryher in erster Ehe den amerikanischen Schriftsteller Robert McAlmon, 1927 Kenneth Macpherson; beide Männer waren homosexuell und die Ehen keine Liebesheiraten, sondern Zweckehen. Die Situation wurde kompliziert, als Macpherson H. D.s Liebhaber und sie von ihm schwanger wurde. H. D. ließ das Kind abtreiben.
In den 1920er Jahren lebte Bryher in London und in Paris, wo sie Teil der avantgardistischen literarischen Szene war und mit Ernest Hemingway, James Joyce, Gertrude Stein, Sylvia Beach, Adrienne Monnier und Berenice Abbott verkehrte. Bryhers und McAlmons kleiner Verlag Contact Editions spezialisierte sich auf Bücher ohne kommerzielle Chancen. Die berühmtesten Bücher des Verlags waren Hemingways Three Stories & Ten Poems (1924) und Gertrude Steins Making of Americans (1925). 
Bryhers besonderes Interesse galt der Psychoanalyse und der Filmkunst. In Wien traf sie Sigmund Freud, mit dem britischen Sexualpsychologen Havelock Ellis waren sie und H. D. 1920 in Griechenland auf Reisen, und in Berlin traf sie die Filmregisseure Georg Wilhelm Pabst und Sergej Eisenstein. Ab 1927 wurden Bryhers Kontakte insbesondere zur deutschen Filmwelt enger. 1927–1933 gaben Bryher und McPershon mit Close Up die erste Zeitschrift heraus, die sich mit Geschichte und Theorie des Films befasste, aber auch Filmkritiken veröffentlichte. Die von Bryher herausgegebene literarische Zeitschrift Life and Letters Today veröffentlichte u. a. die Gedichte von H. D. 1930 produzierte Bryher mit ihrem Mann den experimentellen Film Borderline mit Paul Robeson und H. D. in den Hauptrollen.
Ab 1929 lebte Bryher mit ihrer Mutter, ihrem Ehemann Macpherson, H. D. und Perdita zunächst in Territet am Genfersee, dann meist in ihrer von Alexander Ferenczy und Hermann Henselmann in radikal modernem Bauhaus-Stil errichteten Villa Kenwin (benannt nach „Kenneth“ und „Winifred“) in La Tour-de-Peilz bei Vevey, die ein idealer Raum zum Wohnen und Arbeiten, für kreatives Schaffen, Konzerte und Feste sein sollte.
In den 1930er Jahren und im Zweiten Weltkrieg unterstützten Bryher und Gertrude Steins Lebensgefährtin Alice B. Toklas viele Emigranten bei der Flucht vor den Nationalsozialisten, beispielsweise Gertrude Urzidil und Johannes Urzidil.
Nach dem Zweiten Weltkrieg veröffentlichte Bryher mehrere historische Romane sowie die Autobiografie The Heart to Artemis.

## Werke
- Amy Lowell. A critical appreciation, 1918
- Two Selves, Roman, 1920
- Development, Roman, 1923
- West, 1925
- Civilians, 1926
- Film problems of Soviet Russia, 1929
- The Player's Boy, Roman, 1953
- The Fourteenth of October, Roman, 1952
  - Schwert und Rose : Ein historischer Roman. Übersetzung Maria Wolff. Freiburg: Herder, 1955
- Roman Wall, Roman, 1954 (dt. Der römische Wall, 1956)
- Beowulf, Roman, 1956
- Gate to the Sea, 1958
- Ruan, 1960
- The Heart to Artemis, Autobiografie, 1962
- Visa for Avalon, 1965
- The coin of Carthage, 1965
- This January tale, 1966
- The colors of Vaud, 1969
- The days of Mars. A memoir. 1940-1946, 1972
- Analyzing Freud. The Letters of H.D., Bryher, and Their Circle, Briefwechsel, hrsg. von Susan Stanford Friedman. New York: New Directions, 2002